# Bésame (álbum de Barricada)
Bésame es el duodécimo álbum que publicó la banda de rock Barricada en 2002, siendo su último disco grabado con Fernando Coronado a la batería. La letra de "El Trompo" es obra de Kutxi Romero, cantante de Marea.

## Lista de canciones
1. "Bésame" - 3:02
2. "Echa A Correr" - 3:05
3. "Voy Muriendo" - 4:14
4. "El Trompo" - 4:00
5. "Con Un Par" - 3:30
6. "La Marea" - 3:20
7. "Como Yo A Ti" - 3:20
8. "A Escondidas" - 3:25
9. "Pisapapeles" - 4:10
10. "Dispara" - 3:23
11. "Que No Me Silbes" - 3:24

## Miembros
- El Drogas - Bajo y voz
- Boni - Guitarra y voz
- Alfredo Piedrafita - Guitarra y voz
- Fernando Coronado - Batería